# Jack del Cactus
Jack del Cactus (The Villain) è un film diretto da Hal Needham nel 1979 con Kirk Douglas, Ann-Margret e Arnold Schwarzenegger. Il titolo alternativo in inglese è Cactus Jack.
È una parodia dei film western, mescolata con un omaggio al cartone animato della Warner Bros. Willy il Coyote e Beep Beep.

## Trama
Il pistolero Cactus Jack cerca in tutti i modi di diventare ricco, ma ogni volta fallisce nei suoi intenti. Quando prova a rapinare una banca a Snakes End, il suo cavallo Whiskey lo tradisce, fermandosi proprio al momento della fuga con il malloppo, e il povero Jack finisce in prigione. Il banchiere Avery Simpson decide di liberarlo ma in cambio dovrà fare in modo che i soldi che lui deve a Parody Jones non arrivino mai a destinazione. Intanto in città arriva uno sconosciuto con un accento tedesco, di nome Bello Straniero, che ha il compito di scortare i soldi che la figlia di Parody, Carina Jones, è venuta a prendere per riportarli al padre. Comincia dunque un'avventura per Carina e Bello Straniero, che sono costantemente inseguiti da Jack, il quale, nonostante i consigli che apprende dalla lettura del libretto "Badmen of the West", sbaglia clamorosamente ogni colpo. Carina, intanto, sembra molto più interessata ai muscoli e al fascino di Bello Straniero che ai soldi del padre; ma lui ingenuamente non se ne rende conto. Il banchiere, non fidandosi completamente di Jack, ha sguinzagliato al loro seguito anche degli Indiani, comandati da Alce Nevrotico. Dopo l'ennesimo fallimento, Jack strappa il libro e dice che d'ora in poi farà da solo, senza cercare di copiare le imprese di famosi pistoleri come Jesse James, Doc Holliday o Billy the Kid. Gli Indiani decidono di aiutarlo ma gli uomini della tribù non sono capaci neanche ad andare a cavallo. Alla fine Jack riesce a intrappolare Carina e Bello Straniero e, quando rivela i suoi veri scopi (che comprendevano anche la conquista di Carina), la ragazza, convinta d'aver trovato un vero uomo, se ne va con lui.

## Omaggi e citazioni
- Nel film Wagons East! del 1994 (ricordato come l'ultimo film dell'attore John Candy), il personaggio di John Slade è basato su Cactus Jack.
- Questo è stato l'ultimo film dell'attore comico Paul Lynde.
- In Terminator 2 - Il giorno del giudizio, l'area di sosta dove si fermano Sarah Connor, John Connor e il Terminator (interpretato da Schwarzenegger) è chiamata Cactus Jack's.